# Список найвищих статуй світу

Порівняння розмірів деяких відомих статуй: Статуї Єдності (Гуджарат), Будди Весняного Храму (Лушань), Батьківщини-мати (Волгоград), Статуї Свободи (Нью-Йорк), Христа-Спасителя (Ріо-де-Жанейро) і Давида Мікеланджело (Флоренція)

Список найвищих статуй світу. Цей список найвищих статуй включає статуї загальною висотою не менше 40 метрів і фігурою не менш 20 метрів. Він містить статуї в тому сенсі, що вони стоять, сидять або це архітектурний ансамбль. Не вільно стоячі фігури, такі як Великий Будда в Лешані або знищені статуї, наприклад така як Будди в Баміані, не включаються.
Існують різні методи для визначення висоти статуї. Одним із критеріїв є наявність п'єдесталу, якщо він є, то він буде включений до загальної висоти, але в деяких випадках при визначенні загальної суми розміру статуї повинні бути прийняті до уваги тільки розміри фігури. З цієї причини, в наведених нижче таблицях — по можливості — наведені висоти з урахуванням двох показників. Тут не перераховано статуї, що не досягають без п'єдесталу висоти 20 метрів, навіть якщо вони мають загальну висоту більше ніж 40 метрів. Це стосується і деяких стовпів перемоги, таких як Колона Нельсона на Трафальгарській площі в Лондоні (52 метрів) або колона Перемоги в Берліні (67 м).
Деякі з найбільш монументальних статуй не досягають загальної висоти 40 метрів, наприклад, статуя Христос-Спаситель в Ріо-де-Жанейро (38 м) або Великий Сфінкс у Гізі (20 м).

## Список
| №  | Назва | Місце розташування                   | Країна     | Час створення | Висота загальна | Висота фігури              | Висота п'єдесталу | Фото                                                                  | Координати                                                                                 |
| -- | --- | ------------------------------------ | ---------- | ------------- | --------------- | -------------------------- | ----------------- | --------------------------------------------------------------------- | ------------------------------------------------------------------------------------------ |
| 1  | Статуя Єдності | Гуджарат                             | Індія      | 2018          | 240             | 182                        | 58                |                                                                       | 21°50′17″ пн. ш. 73°43′09″ сх. д. / 21.838° пн. ш. 73.7191° сх. д.                         |
| 2  | Будда Весняного Храму | Лушань, Хенань                       | КНР        | 2002          | 153             | 128                        | 25                |                                                                       | 33°46′31″ пн. ш. 112°27′04″ сх. д. / 33.775150° пн. ш. 112.451016° сх. д.                  |
| 3  | Будда Шак'ямуні — статуя Будди Шак'ямуні                                                                                    | Муніва, Сікайн                       | М'янма     | 2008          | 129,23          | 115,82                     | 13,41             |                                                                       | 22°04′49″ пн. ш. 95°17′21″ сх. д. / 22.0803° пн. ш. 95.2893° сх. д.                        |
| 4  | Усіку Дайбуцу (яп. 牛久大仏, в пер.Дайбуцу означає Великий Будда) — статуя будди Амітабхи                                   | Усіку, Ібаракі                       | Японія     | 1995          | 120             | 100                        | 20                |                                                                       | 35°58′58″ пн. ш. 140°13′13″ сх. д. / 35.982716° пн. ш. 140.220287° сх. д.                  |
| 5  | Статуя богині Гуаньінь в Санья — статуя бодхісатви Авалокітешвари                                                           | Санья, Хайнань                       | КНР        | 2005          | 108             | 80                         | 28                |                                                                       | 18°17′34″ пн. ш. 109°12′31″ сх. д. / 18.292683° пн. ш. 109.208736° сх. д.                  |
| 6  | Імператори Ян і Хуан | Чженчжоу, Хенань                     | КНР        | 2007          | 106             |                            |                   |                                                                       | 34°57′04″ пн. ш. 113°30′40″ сх. д. / 34.951101° пн. ш. 113.51105° сх. д.                   |
| 7  | Христос-Король (порт. Cristo Rei — буквально «Христос-Цар»).                                                                | Алмада, Сетубал                      | Португалія | 1959          | 103             | 28                         | 75                |                                                                       | 38°40′43″ пн. ш. 9°10′17″ зх. д. / 38.67861° пн. ш. 9.17139° зх. д.                        |
| 8  | Батьківщина-Мати | Київ                                 | Україна    | 1981          | 102             | 62 (46 скульптура +16 меч) | 40                |                                                                       | 50°25′35.47″ пн. ш. 30°33′47.47″ сх. д. / 50.4265194° пн. ш. 30.5631861° сх. д.            |
| 9  | Батьківщина-мати — Композиційний центр пам'ятника-ансамблю «Героям Сталінградської битви» на Мамаєвому кургані              | Волгоград                            | Росія      | 1967          | 87              | 85 (52 скульптура +33 меч) | 2                 |                                                                       | 48°44′32.5″ пн. ш. 44°32′13″ сх. д. / 48.742361° пн. ш. 44.53694° сх. д.                   |
| 10 | Дай Каннон в Сендай — статуя бодхісаттви Авалокітешвари                                                                     | Сендай, Міягі                        | Японія     | 1991          | 100             |                            |                   |                                                                       | 38°18′02″ пн. ш. 140°49′25″ сх. д. / 38.300466° пн. ш. 140.823559° сх. д.                  |
| 11 | Дай Каннон в Авадзі (дослівно, «Мир у всьому світі»)                                                                        | Авадзі                               | Японія     | 1982          | 100             | 80                         | 20                |                                                                       | 34°30′11″ пн. ш. 134°58′36″ сх. д. / 34.502949° пн. ш. 134.976676° сх. д.                  |
| 12 | Гуйшан Гуаньінь тисячі рук і очей — позолочена бронзова статуя                                                              | Вейшан, Чанша, Хунань                | КНР        | 2009          | 99              |                            |                   |                                                                       | 28°11′06″ пн. ш. 111°57′48″ сх. д. / 28.184887° пн. ш. 111.963333° сх. д.                  |
| 13 | Пам'ятник Петру I (офіційна назва — Пам'ятник «У відзначення 300-річчя російського флоту»)                                  | Москва                               | Росія      | 1997          | 96              |                            |                   |                                                                       | 55°44′19″ пн. ш. 37°36′30″ сх. д. / 55.738606° пн. ш. 37.60824° сх. д.                     |
| 14 | Статуя Свободи (англ. Statue of Liberty, повна назва — Свобода, що осяює світ, англ. Liberty Enlightening the World)        | Нью-Йорк                             | США        | 1886          | 92,99           | 46,05                      | 46,94             |                                                                       | 40°41′21″ пн. ш. 74°02′40″ зх. д. / 40.6892° пн. ш. 74.0445° зх. д.                        |
| 15 | Статуя Будди в Анг Тонг — статуя будди Шак'ямуні                                                                            | Анг Тонг                             | Таїланд    | 2008          | 92              |                            |                   |                                                                       | 14°35′35.60″ пн. ш. 100°22′40.02″ сх. д. / 14.5932222° пн. ш. 100.3777833° сх. д.          |
| 16 | Великий Будда в Лінг Шан — статуя будди Шак'ямуні                                                                           | Усі                                  | КНР        | 1996          | 88              |                            |                   |                                                                       | 31°25′55″ пн. ш. 120°5′29″ сх. д. / 31.43194° пн. ш. 120.09139° сх. д.                     |
| 17 | Дай Каннон в Хоккайдо | Асібецу (Хоккайдо), Хоккайдо         | Японія     | 1989          | 88              |                            |                   |                                                                       | 43°18′51″ пн. ш. 142°06′55″ сх. д. / 43.314144° пн. ш. 142.115314° сх. д.                  |
| 18 | Гуань Юй | Юньчен                               | Японія     | 2010          | 80              | 61                         | 19                | Зовнішнє зображення [Архівовано 13 листопада 2013 у Wayback Machine.] |                                                                                            |
| 19 | Статуя Гуаньінь в Китаї | Фошань, Гуандун                      | КНР        |               | 77              | 62                         | 15                |                                                                       | 22°55′59″ пн. ш. 112°58′18″ сх. д. / 22.933101° пн. ш. 112.971725° сх. д.                  |
| 20 | Мати-Вірменія | Єреван                               | Вірменія   | 1967 (1950)   | 73              | 23                         | 50                |                                                                       | 40°06′51″ пн. ш. 44°18′47″ сх. д. / 40.114290° пн. ш. 44.312934° сх. д.                    |
| 21 | Дай Каннон в Каґа | Каґа (Ісікава)                       | Японія     | 1988          | 73              |                            |                   |                                                                       | 36°19′32″ пн. ш. 136°20′56″ сх. д. / 36.32563675305861° пн. ш. 136.3487809896469° сх. д.   |
| 22 | Великий стоячий Майтрея Будда                                                                                               | Сін Чу                               | Тайвань    |               | 72              |                            |                   |                                                                       | 24°40′52″ пн. ш. 120°59′08″ сх. д. / 24.681045° пн. ш. 120.985651° сх. д.                  |
| 23 | Шодошима Дайканнон | Шодошима                             | Японія     | 1995          | 68              |                            |                   |                                                                       | 34°30′43″ пн. ш. 134°12′47″ сх. д. / 34.511931909631606° пн. ш. 134.21316862106323° сх. д. |
| 24 | Phra Phuttha Ratana Mongkhon Maha Muni                                                                                      | Roi Et                               | Таїланд    |               | 67,85           | 59,20                      | 8,65              |                                                                       | 16°03′31″ пн. ш. 103°39′03″ сх. д. / 16.058556° пн. ш. 103.650911° сх. д.                  |
| 25 | Дай Каннон «Guze Jibo» в храмі Наріта-сан                                                                                   | Куруме                               | Японія     | 1983          | 63              |                            |                   |                                                                       | 33°17′08″ пн. ш. 130°32′05″ сх. д. / 33.285445° пн. ш. 130.534852° сх. д.                  |
| 26 | Робітник і колгоспниця | Москва                               | Росія      | 1937          | 59              | 24,5                       | 34,5              |                                                                       | 55°49′42″ пн. ш. 37°38′44″ сх. д. / 55.82833° пн. ш. 37.64556° сх. д.                      |
| 27 | Пам'ятник Леніну — найбільша статуя Леніна (скульптор — Вучетич Євгеній Вікторович).                                        | Волгоград                            | Росія      | 1973 (1952)   | 57              | 27                         | 30                |                                                                       | 48°31′39″ пн. ш. 44°33′31″ сх. д. / 48.52750° пн. ш. 44.55861° сх. д.                      |
| 28 | Дай Каннон в Айдзу-Вакамацу                                                                                                 | Айдзу-Вакамацу                       | Японія     | 1987          | 57              |                            |                   |                                                                       | 37°33′12″ пн. ш. 139°57′13″ сх. д. / 37.553442° пн. ш. 139.95369° сх. д.                   |
| 29 | Jalesveva-Jayamahe статуя[недоступне посилання з липня 2019] [Архівовано 20 грудня 2016 у Wayback Machine.]                 | Сурабая                              | Індонезія  | 1996          | 56,9            | 30,8                       | 26,1              |                                                                       | 7°11′44″ пд. ш. 112°44′22″ сх. д. / 7.195455° пд. ш. 112.739574° сх. д.                    |
| 30 | Дай Каннон в Токійській затоці                                                                                              | Фуццу                                | Японія     | 1961          | 56              |                            |                   |                                                                       | 35°15′49″ пн. ш. 139°51′45″ сх. д. / 35.263544° пн. ш. 139.862437° сх. д.                  |
| 31 | Статуя "Свята Рита де Кассія" [Архівовано 2 вересня 2012 у Wayback Machine.] [Архівовано 2 вересня 2012 у Wayback Machine.] | Ріу-Гранді-ду-Норті                  | Бразилія   | 2010          | 56              | 50                         | 6                 |                                                                       | 6°14′22″ пд. ш. 36°01′15″ зх. д. / 6.239538° пд. ш. 36.020726° зх. д.                      |
| 32 | Пам'ятник Армінію | Детмольд, Північний Рейн — Вестфалія | Німеччина  | 1875          | 53,46           | 26,57                      | 26,89             |                                                                       | 51°32′39″ пн. ш. 8°30′08″ сх. д. / 51.5442° пн. ш. 08.5022° сх. д.                         |
| 33 | Нотр-Дам-дю Сакре-Кер (Діва Марія Святого Серця)                                                                            | Мірибель (Ен)                        | Франція    | 1941          | 52,60           | 32,60                      | 20                |                                                                       | 45°49′44″ пн. ш. 4°57′01″ сх. д. / 45.828919° пн. ш. 4.950349° сх. д.                      |
| 34 | Статуя Христа Царя (Свебодзін)                                                                                              | Свебодзін                            | Польща     | 2010          | 52              | 36                         | 16                |                                                                       | 52°14′12.00″ пн. ш. 15°32′47.00″ сх. д. / 52.2366667° пн. ш. 15.5463889° сх. д.            |
| 35 | Будда Дорденма | Тхімпху                              | Бутан      | 2010          | 51,5            |                            |                   |                                                                       | 27°26′39″ пн. ш. 89°38′52″ сх. д. / 27.444191880003405° пн. ш. 89.6478796005249° сх. д.    |
| 36 | Благословення Христове | Манадо                               | Індонезія  | 2007          | 50              | 30                         | 20                |                                                                       | 1°26′17″ пн. ш. 124°50′52″ сх. д. / 1.438092° пн. ш. 124.847753° сх. д.                    |
| 37 | Дай Каннон в Усамі | Іто (Сідзуока)                       | Японія     | 1982          | 50              |                            |                   |                                                                       | 35°01′26″ пн. ш. 139°03′51″ сх. д. / 35.023794° пн. ш. 139.064239° сх. д.                  |
| 38 | Монумент африканського відродження                                                                                          | Дакар                                | Сенегал    | 2010          | 49              |                            |                   |                                                                       | 14°43′20″ пн. ш. 17°29′42″ зх. д. / 14.722094° пн. ш. 17.494981° зх. д.                    |
| 39 | Дай Каннон з Камаїсі | Камаїсі                              | Японія     | 1970          | 48,5            |                            |                   |                                                                       | 39°15′24″ пн. ш. 141°54′03″ сх. д. / 39.256532° пн. ш. 141.900895° сх. д.                  |
| 40 | Статуя Десять напрямків Самантабхадри Бодхісаттви (Бодхісаттва Самантабхадра)                                               | Емейшань                             | КНР        |               | 48              | 42                         | 6                 |                                                                       | 29°18′13″ пн. ш. 103°11′43″ сх. д. / 29.3036° пн. ш. 103.195401° сх. д.                    |
| 41 | Вірхен-де-ла-Пас (Діва миру)                                                                                                | Трухільйо                            | Венесуела  | 1983          | 46,72           |                            |                   |                                                                       | 9°20′54″ пн. ш. 70°27′46″ зх. д. / 9.348247° пн. ш. 70.462827° зх. д.                      |
| 42 | Народження Нової Людини | Севілья                              | Іспанія    | 1995          | 45              |                            |                   |                                                                       | 37°25′39″ пн. ш. 5°59′34″ сх. д. / 37.427575° пн. ш. 5.992813° сх. д.                      |
| 43 | Великий Будда в Пхукеті | Пхукет                               | Таїланд    | 2008          | 45              |                            |                   |                                                                       | 7°49′40″ пн. ш. 98°18′46″ сх. д. / 7.82768° пн. ш. 98.31290° сх. д.                        |
| 44 | Музей Ейравата | Самутпракан                          | Таїланд    | 2004          | 43,6            | 29                         | 14,6              |                                                                       | 13°22′27″ пн. ш. 100°21′07″ сх. д. / 13.3742° пн. ш. 100.3520° сх. д.                      |
| 45 | Каилашнат Махадев | Шанґа, Баґгматі                      | Непал      | 2010          | 43,6            |                            |                   |                                                                       | 27°38′46″ пн. ш. 85°28′28″ сх. д. / 27.646122° пн. ш. 85.474314° сх. д.                    |
| 46 | Картикея | Печери Бату                          | Малайзія   | 2006          | 42,7            |                            |                   |                                                                       | 3°08′ пн. ш. 101°24′ сх. д. / 3.14° пн. ш. 101.40° сх. д.                                  |
| 47 | Захисникам Радянського Заполяр'я у роки Великої Вітчизняної війни                                                           | Мурманськ                            | Росія      | 1974          | 42,5            | 35,5                       | 7                 |                                                                       | 68°59′34″ пн. ш. 33°04′16″ сх. д. / 68.992902° пн. ш. 33.071208° сх. д.                    |
| 48 | Велика статуя Гуаньінь в Такасакі                                                                                           | Такасакі (Ґумма)                     | Японія     | 1936          | 41,8            |                            |                   |                                                                       | 36°18′40″ пн. ш. 138°58′50″ сх. д. / 36.311105° пн. ш. 138.980677° сх. д.                  |
| 49 | Кітонська Діва | Кіто                                 | Еквадор    | 1976          | 41              | 30                         | 11                |                                                                       | 0°13′44″ пд. ш. 78°31′07″ зх. д. / 0.228867° пд. ш. 78.518622° зх. д.                      |
| 50 | Статуя Ханумана в Парітала                                                                                                  | Парітала, Андхра-Прадеш              | Індія      | 2003          | 41              |                            |                   |                                                                       | 16°38′49″ пн. ш. 80°25′24″ сх. д. / 16.646867° пн. ш. 80.423355° сх. д.                    |
| 51 | Гуаньін в Ліанхуашані | Ліанхуашан, Гуанчжоу                 | КНР        | 1994          | 40,88           |                            |                   |                                                                       | 22°59′28″ пн. ш. 113°30′01″ сх. д. / 22.99108881163334° пн. ш. 113.50034594535827° сх. д.  |
| 52 | Статуя Тіруваллувара | Каньякумарі, Тамілнаду               | Індія      | 2000          | 40,5            | 29                         | 11,5              |                                                                       | 8°02′38″ пн. ш. 77°19′53″ сх. д. / 08.0440° пн. ш. 77.3314° сх. д.                         |
| 53 | Крісто де ла Конкордія | Кочабамба                            | Болівія    | 1994          | 40,44           | 34,20                      | 6,24              |                                                                       | 17°23′04″ пд. ш. 66°08′04″ зх. д. / 17.38445° пд. ш. 66.134557° зх. д.                     |
| 54 | Статуя Морелос Хосе Марії                                                                                                   | Мічоакан                             | Мексика    | 1934          | 40              |                            |                   |                                                                       | 19°34′25″ пн. ш. 101°39′07″ сх. д. / 19.573611° пн. ш. 101.651944° сх. д.                  |
| 55 | Статуя Чингісхана в Цонжін-Болдозі                                                                                          | Ердене (Туве)                        | Монголія   | 2008          | 40              |                            |                   |                                                                       | 47°28′58″ пн. ш. 107°19′17″ сх. д. / 47.482854° пн. ш. 107.321283° сх. д.                  |